# Вечурко, Николай Владимирович
Николай Владимирович Вечу́рко (укр. Микола Володимирович Вечурко; род. 6 июня 1992, Киев) — украинский футболист, полузащитник клуба «Кудровка».

## Биография
Николай Вечурко начал заниматься футболом в раннем детстве с подачи отца, который привёл его в киевскую ДЮСШ-15, где первым тренером парня стал Руслан Канавский. Ещё во время выступлений в ДЮФЛ парень неоднократно вызывался в юношескую сборную Украины.
После окончания академии Вечурко присоединился к полтавской «Ворскле», где провёл полтора сезона, выступая за молодёжный состав команды, после чего вернулся в Киев, где принял предложение местного «Арсенала», хотя вёл переговоры и с представителями «Оболони». Позже стал капитаном дублирующего состава «канониров». В Высшей лиге дебютировал 20 июня 2013 года в поединке с харьковским «Металлистом», который завершился для команды Николая поражением со счётом 1:2. Всего до конца года провёл 6 матчей в чемпионате, после чего «канониры» снялись с чемпионата и Вечурко покинул клуб.
В начале 2014 года подписал контракт с ужгородской «Говерлой».
В июле 2015 года перешёл в туркменский «Ахал». Контракт рассчитан на 1 год.
В марте 2016 года подписал контракт с ФК «Тернополь».
В апреле 2019 года решением КДК ФФУ отстранён от любой футбольной деятельности на 3 года условно, с испытательным сроком в 2 года, за участие в организации договорных матчей. После дополнительного рассмотрения дела срок дисквалификации был изменён на 6 месяцев и ещё 6 месяцев условно (с испытательным сроком 2 года).